# Atrichopogon armaticaudalis
Atrichopogon armaticaudalis är en tvåvingeart som beskrevs av Tokunaga och Murachi 1959. Atrichopogon armaticaudalis ingår i släktet Atrichopogon och familjen svidknott. Inga underarter finns listade i Catalogue of Life.